# 庶妃乌苏氏
庶妃烏蘇氏，出身不詳。清朝順治帝之庶妃。

## 生平
庶妃烏蘇氏出身不詳，僅知「烏蘇」本係地名、部名，當地人以此為姓，並散居於瓦爾喀、訥殷、海蘭、烏拉、長白山等地方，隸屬滿洲八旗。目前並不清楚烏蘇氏是在何時、以何方式被順治帝收為後宮主位，但她的初始位份應為格格級，因為順治朝的福晉級嬪御多為蒙古王公之女，而小福晉級嬪御多為八旗出身，並且曾經為順治帝生育子女。順治十一年十二月初二日子時，生順治帝第四女（順治十八年三月夭折）。孝東陵內葬有十七位格格，目前並不能確定庶妃烏蘇氏是否為其中一員。